# Atlantogenata
Atlantogenata è un clado di mammiferi comprendente i superordini Xenarthra, Afrotheria. Del clado farebbe parte anche il gruppo fossile dei Meridiungulata.
 
Questi gruppi ebbero origine e si diffusero nei continenti sudamericano ed africano, presumibilmente nel Cretaceo.
Questo gruppo monofiletico è caratterizzato dall'assenza dello scroto .
Non si ha ancora la certezza della veridicità di questo clado.

## Tassonomia
Comprende i seguenti superordini e ordini:
- Superordine Xenarthra
  - Pilosa
  - Cingulata
- Superordine Afrotheria
  - Afrosoricida
  - Macroscelidea
  - Tubulidentata
  - Hyracoidea
  - Proboscidea
  - Sirenia
  - Embrithopoda †
  - Desmostylia †
  - Ptolemaiida †
- Superordine  Meridiungulata †
  - Pyrotheria †
  - Astrapotheria †
  - Notoungulata †
  - Litopterna †
  - Xenungulata †